# Gagea iranica
Gagea iranica là một loài thực vật có hoa trong họ Liliaceae. Loài này được Zarrei & Zarre mô tả khoa học đầu tiên năm 2005.